# Borba Gato (métro de São Paulo)
Borba Gato (en portugais : Estação Borba Gato) est une station de la ligne 5 (Lilas) du métro de São Paulo. Elle est située sur l'avenida Doutor Antonio Maria Laet, dans le quartier Santo Amaro, à São Paulo au Brésil.
Mise en service en 2017 par le métro de São Paulo, elle est exploitée depuis 2018 par le concessionnaire ViaMobilidade.

## Situation sur le réseau

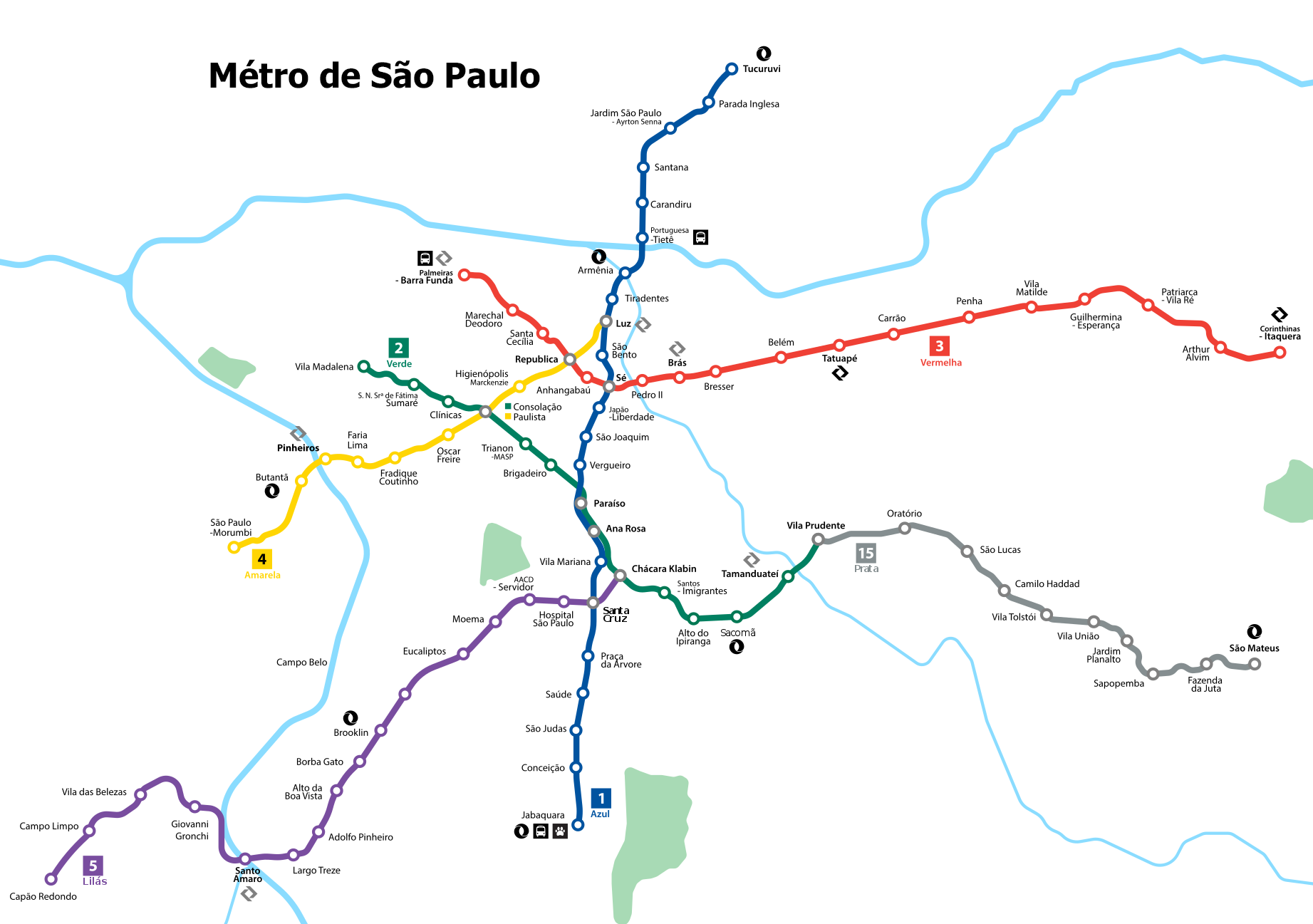
Plan du Métro de São Paulo 2020.

Établie en souterrain, la station Borba Gato est située sur la ligne 5 (Lilas) entre les stations Alto da Boa Vista, en direction du terminus Capão Redondo, et Brooklin, en direction du terminus Chácara Klabin.
Elle dispose d'un quai central encadré par les deux voies de la ligne.

## Histoire

### Prévisions et réalisations
Initialement, les prévisions de livraison de la station sont pour 2014, mais un soupçon de collusion des entreprises du parquet a fini par suspendre les travaux pendant 15 mois, entraînant un important retard. De ce fait, l'inauguration de la station a est finalement reportée à 2018. Par la suite, en raison de la progression du chantier, le gouverneur Geraldo Alckmin avance la date de livraison de la station à juillet 2017, comme pour les stations Alto da Boa Vista et Brooklin,. Cependant, le 1er septembre 2017, après de nombreux retards, le métro de SP a officiellement confirmé que l'inauguration des stations Alto da Boa Vista, Borba Gato et Brooklin est prévue mercredi.

### Mise en service
La station Borba Gato est officiellement inaugurée le 6 septembre 2017. C'est une station souterraine avec une structure en béton apparent et une couverture de l'accès principal par un dôme en acier et en verre, pour un éclairage naturel.
. Elle dispose de trois accès, tous équipés d'escaliers mécaniques dans les deux sens et d'ascenseurs pour les personnes en situation de handicap notamment à mobilité réduite. Elle possède d'une mezzanine de distribution, avec une billetterie, et un quai central.
Le chantier d'excavation a été réalisé en tranchée couverte, pour le corps de la station, les salles de billets, la mezzanine, le quai et un accès secondaire, et en New Austrian tunnelling method (en) (NATM) pour le tunnel transversal qui relie les puits circulaires à l'accès de l'autre côté de l'avenida Adolfo Pinheiro, en passant sous la voirie routière,. Le bâtiment des locaux techniques et opérationnels est construit sur une structure simple de piliers et de poutres en béton, de plain-pied au-dessus de la surface, à côté de la station.
Le 27 novembre débute le fonctionnement normal, comme sur les autres stations.

## Services aux voyageurs

### Accès et accueil
La station dispose d'une entrée principale au 318, rua do Estilo Barroco et de deux autres accès avenida Santo Amaro, ces trois accès disposent d'escaliers mécaniques (monté et descente) et d'ascenseurs. Ils sont accessibles aux personnes à mobilité réduite. Ils donnent accès à une billetterie située sur une mezzanine de distribution, au niveau -1, permettant l'accès au quai central du niveau -2.

### Desserte
Borba Gato est desservie, tous les jours de 4h40 à minuit, par les rames de la ligne 5 du métro de São Paulo.

## À proximité
- Centro de Integração Empresa-Escola (pt)
- Campus Universidade Paulista (pt)
- Chácara Santo Antônio (pt)